# Virginia Ramírez
Virginia Ramírez Merino (ur. 22 maja 1964 w Madrycie) – hiszpańska hokeistka na trawie, złota medalistka olimpijska z Barcelony.
Był to jedyne igrzyska olimpijskie, w których ta zawodniczka brała udział.